# Pfarrhaus (Wittislingen)

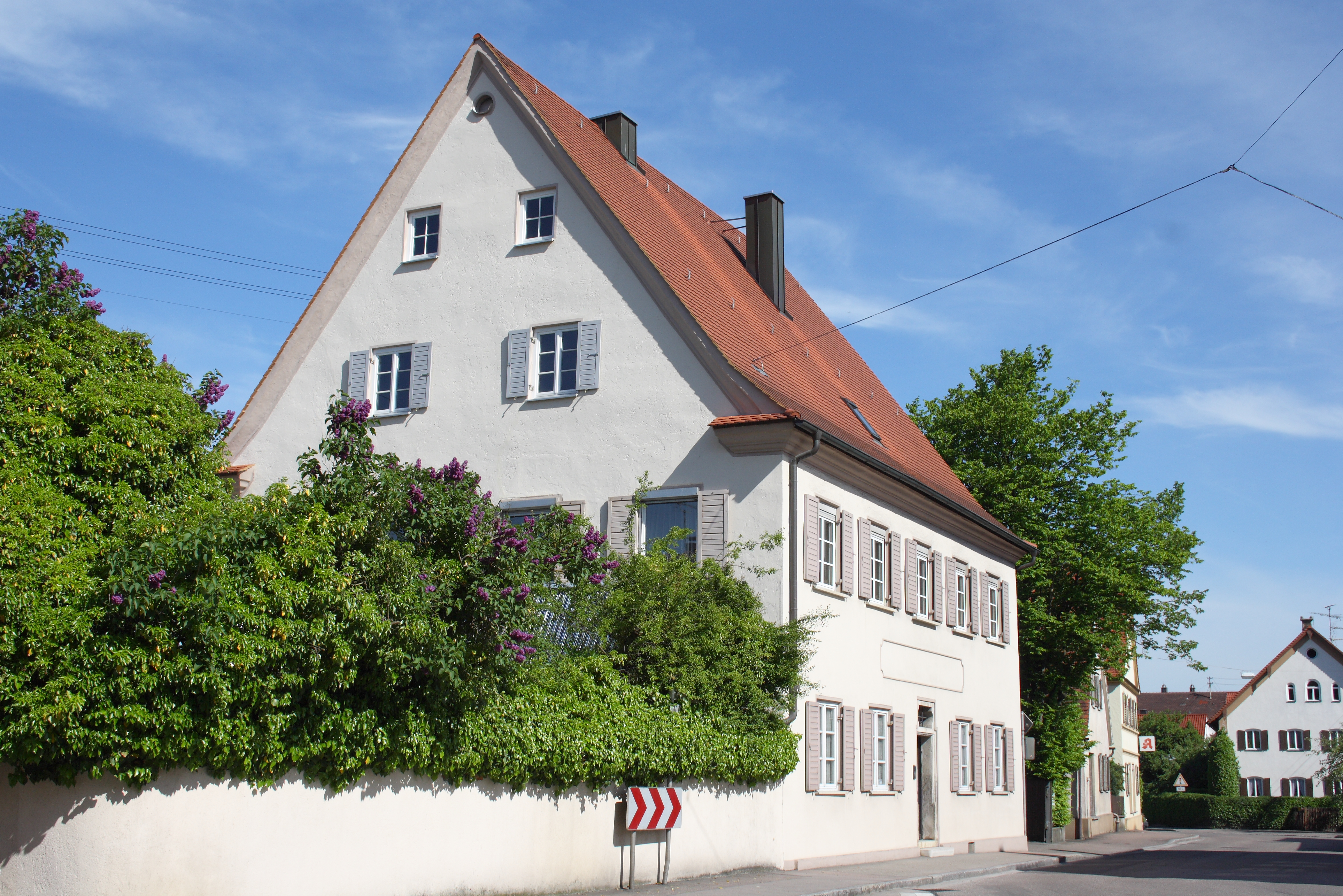
Ehemaliges Pfarrhaus in Wittislingen

Das Pfarrhaus in Wittislingen, einer Gemeinde im Landkreis Dillingen an der Donau im bayerischen Regierungsbezirk Schwaben, wurde 1732 errichtet. Das ehemalige Pfarrhaus am Marienplatz 4 ist ein geschütztes Baudenkmal.
Der zweigeschossige Satteldachbau mit risalitartigem Anbau im Westen besitzt ein profiliertes Trauf- und Giebelgesims. Über der Tür in Werksteingewände mit Profilfase befindet sich ein Oberlicht. Das Haus mit fünf zu vier Fensterachsen wird von einer Gartenmauer aus Bruchstein, wohl aus dem 18. Jahrhundert, umfriedet.